# Carta a Eva
Carta a Eva és una minisèrie espanyola de dos episodis dirigida per Agustí Villaronga i emesa per les cadenes TVE i TV3 en 2013, amb cooperació de l'ICEC i l'ICAA. La història narra la gira europea d'Eva Perón en 1947, més precisament el seu sojorn a Espanya, i la relació entre la primera dama argentina amb la primera dama espanyola, Carmen Polo, esposa del general Francisco Franco. Les dues dones entrecreuen les seves vides amb la de Juana Doña, una guerrillera comunista sentenciada a mort pel règim franquista.

## Introducció
Madrid, 1946: l'Espanya feixista queda aïllada políticament. El president argentí, Perón, promet el blat a la “pàtria morta de fam”, però no vol acceptar personalment l'agraïment del general Franco (Jesús Castejón). Ell envia la seva dona Eva (Julieta Cardinali), adorada per la gent, per a una visita estatal. Poc abans de la seva arribada, l'activista de la resistència Juana Doña (Nora Navas) és condemnada a mort. Eva Perón vol presentar a la seva mare (Carmen Maura) una petició de pietat, perquè Juana volia sacsejar el món amb un atac a l'ambaixada argentina.
La sèrie a dues parts té una gran quantitat de material documental, però no és, tanmateix, un discurs històric, sinó un himne al coratge civil en situacions polítiques excepcionals.

### Episodi 1
Madrid, finals del 1946: Espanya queda aïllada del món sota el govern de Franco. Les Nacions Unides decideixen aclaparadament tancar les seves ambaixades per boicotejar simbòlicament el país. L'aïllament polític va de la mà de les sancions econòmiques, el país roman exclòs del Pla Marshall. Només l'Argentina, governada per Juan Domingo Perón, manté la seva representació oberta a la capital espanyola. Encara més: Perón ofereix a Franco un lliurament de blat, que hauria de pal·liar la difícil situació de la població.
Com a mostra del seu agraïment, Franco convida Perón a una visita d'estat a Espanya. Però Perón es resisteix a situar-se tan obertament del costat del governant feixista i així provocar la ira dels Estats Units. La seva dona ocuparà el seu lloc en el viatge: Eva Perón, coneguda com a Evita, una antiga actriu que lluita amb un compromís inquebrantable pel benestar dels descamisats, els més pobres.
La notícia de la visita d'estat a Espanya d'Evita en comptes de Perón irrita especialment Carmen Polo, l'esposa de Franco. La devota catòlica tem les conseqüències que pot tenir la visita d'algú tan desacreditat com l'esposa del president argentí.
Mentrestant, la militant comunista Juana Doña lluita clandestinament contra el franquisme. Quan falla un pla d'atac de la cèl·lula comunista a la que pertany decideix utilitzar la dinamita restant per atacar l'ambaixada argentina. L'atac té èxit, però Juana és arrestada i torturada i finalment sentenciada a mort.

### Episodi 2
El dia que Evita arriba a Madrid, la capital espanyola vibra amb tensió. La primera trobada entre Evita i la parella franquista és problemàtica: la rigidesa dels Franco i la despreocupada Evita formen un contrast irreconciliable. A més, Evita està en tensió per l'extens programa que ha de completar com a convidada estatal i les limitacions del protocol. Només amb una adreça de ràdio en què es presenta com a campiona dels drets de la gent corrent, Evita troba el seu camí de tornada a la seva força habitual.
El discurs d'Eva el segueixen també Paca i la seva filla Valia. Després que el seu intent de transmetre la crida per a la clemència de Juana Doña a l'ambaixador argentí fracassés, Paca s'aconsegueix valorar un altre intent per enviar a Evita el recurs de clemència.
Mentre Juana Doña espera la seva execució, Paca i el seu net Alexis finalment aconsegueixen cridar l'atenció de l'Evita. Aquesta accepta la petició de misericòrdia, la llegeix in situ i promet encarregar-se de l'assumpte. La ja difícil relació entre Evita i l'esposa de Franco, Carmen Polo, és objecte d'un major estrès quan Carmen troba la petició de l'indult ...

## Repartiment
- Ana Torrent: Carmen Polo
- Julieta Cardinali: Eva Perón
- Nora Navas: Juana Doña
- Jesús Castejón: Franco
- Carmen Maura: Paca
- Malena Alterio: Lilian
- Laura Prats: Carmencita
- Julián Soler: Alexis
- Mario O. Passeró: Pedro Radío
- Juanma Muniagurriá: Juancito Duarte
- Joaquín Daniel: Alberto Dodero
- Rubén Ochandiano: Manolo
- Pepa Charro: Marquesa de Huétor
- Marcel Borràs: Genaro
- Héctor Colomé: Juan Perón
- Marina Gatell: Valia
- Pablo Lammers: Hernán Benítez
- Bruno Bergonzini: Ramón
- Agustí Villaronga: Padre José Maria Bulart
- Fermí Reixach: Pacón
- Lydia Zimmermann: Ana de Pombo

## Premis i nominacions
La sèrie ha rebut nombrosos premis, entre ells la medalla de plata (millor minisèrie) al World Media Festival d'Hamburg [2] i la medalla d'or al Festival de Cinema de Nova York. Fou guardonada amb el Gaudí a la millor pel·lícula per televisió. També va rebre dos premis del Festival Internacional de Programes Audiovisuals (FIPA) de Biarritz: al millor guió (Villaronga, Alfred Pérez i Roger Danès) i a la millor interpretació femenina (Julieta Cardinali). I novament al Festival de Televisió de Montecarlo va guanyar el premi a la millor minisèrie i a la millor actriu protagonista.